# شمعون لفيف
شمعون لفيف ((بالعبرية: סיימון לבייב‏); من مواليد 27 سبتمبر 1990) محتال إسرائيلي أدين بالسرقة والتزوير والاحتيال. وفقًا لتايمز إسرائيل, يُزعم أنه خدع ما يقدر بنحو 10 ملايين دولار من الضحايا في جميع أنحاء القارة الأوروبية من 2017 إلى 2019 وحدها باستخدام مخطط بونزي. اكتسبت قصة نشاطه الإجرامي مكانة بارزة في عام 2019 بعد نشر مقال بعنوان محتال تيندر من قبل الصحفيين الاستقصائيين العاملين في صحيفة التابلويد النرويجية فيردينس غانغ وبدعم من الصحفي الإسرائيلي Uri Blau, وفي وقت لاحق في عام 2022 بعد إنتاج محتال تيندر. فيلم وثائقي على نتفليكس يحمل نفس الاسم. في عام 2015, حُكم عليه بالسجن لمدة عامين في فنلندا, وفي عام 2019 بالسجن 15 شهرًا في إسرائيل. اعتبارًا من عام 2019, لا يزال مطلوبًا في العديد من البلدان بتهمة الاحتيال.

## النشأة والمسيرة
ولد يفيف شمعون يهودا حيوت (بالعبرية: שמעון יהודה חיות‏) عام 1990 في رمات الشنان, بني براك، إسرائيل. في سن ال 15 انتقل إلى بروكلين, نيويورك في الولايات المتحدة مع أصدقاء عائلته,  الذين اتهموه لاحقًا بإساءة استخدام بطاقتهم الائتمانية. في عام 2010 التحق بمدرسة طيران. وفقًا للمقابلات التي أجرتها فيليسيتي موريس, ارتكب ليفييف سلبيات بسيطة مثل الاحتيال بالشيكات منذ أن كان مراهقًا.  قام لاحقًا بتغيير اسمه القانوني من شمعون هايوت إلى سيمون ليفيف, مستخدمًا لقب ليفيف للتظاهر بأنه مرتبط بليف أفنيروفيتش ليفيف, وهو رجل أعمال إسرائيلي يُعرف باسم «ملك الماس».

## النشاط الإجرامي والاعتقالات
في عام 2011, وجهت إلى حيوت تهمة السرقة والتزوير والاحتيال لصرف شيكات مسروقة. ووفقًا للتقارير, فقد سرق دفتر شيكات يخص عائلة أثناء رعايته لطفلهما, وآخر أثناء عمله عاملًا بارعًا في منزلهم. لم يمثل أمام المحكمة مطلقًا, وهرب عبر الحدود إلى الأردن بجواز سفر مزور باسم موردخاي نسيم تابيرو, وهرب إلى أوروبا. في عام 2012, وجهت إليه محكمة إسرائيلية لائحة اتهام ووجهت إليه تهمة سرقة وتزوير شيكات, بالإضافة إلى ترك طفلة تبلغ من العمر خمس سنوات كان يرعى أطفالها دون رعاية. في عام 2015, تم القبض عليه في فنلندا وحكم عليه بالسجن ثلاث سنوات بتهمة الاحتيال على العديد من النساء. عندما تم القبض عليه في فنلندا, ادعى أنه رجل إسرائيلي من مواليد 1978, وعُثر عليه بجوازي سفر إسرائيليين مزورين, وثلاثة رخص قيادة إسرائيلية مزورة, واثنان من تصاريح الطيران الإسرائيلية المزورة, وخمس بطاقات ائتمان مزورة من أمريكان إكسبريس.
بعد إنهاء عقوبته في وقت مبكر, عاد إلى إسرائيل لإعادة شحنه والحكم عليه في عام 2017. ومع ذلك, وفقًا لتايمز أوف إسرائيل, فقد اتخذ هوية مختلفة عن طريق تغيير اسمه القانوني إلى سيمون ليفيف وهرب من البلاد مرة أخرى. سافر حيوت في جميع أنحاء أوروبا, متظاهرًا بأنه أشخاص مختلفون. استغل العديد من النساء في ألمانيا مستخدماً اسم مايكل بيلتون. قدم نفسه أيضًا على أنه ابن قطب الماس الروسي الإسرائيلي ليف ليفيف, مستخدمًا تطبيق المواعدة تندر للاتصال بالنساء باسم لفيف, وخداعهن لإقراضه أموالًا لم يسددها أبدًا. كان يجذب النساء بهدايا سخية ويأخذهن إلى العشاء على متن طائرات خاصة مستخدماً نقوداً اقترضها من نساء أخريات سبق أن خدعهن. كان يتظاهر لاحقًا بأنه مستهدف من قبل «أعدائه», وغالبًا ما كان يرسل نفس الرسائل والصور متظاهرًا بأن حارسه الشخصي قد تعرض للهجوم, ويطلب من ضحاياه مساعدته ماليًا ؛ غالبًا ما يحصلون على قروض بنكية وبطاقات ائتمان جديدة من أجل المساعدة. ثم استخدم المال المكتسب من خلال الخداع لجذب ضحايا جدد, بينما كان يعمل بشكل أساسي على مخطط بونزي. في وقت لاحق, كان يتظاهر بأنه يسدد لضحاياه عن طريق إرسال مستندات مزورة تظهر تحويلات بنكية مزيفة.
في عام 2019, ألقى الإنتربول القبض عليه في اليونان بعد استخدامه جواز سفر مزور. في وقت لاحق من ذلك العام, حُكم عليه بالسجن لمدة 15 شهرًا في إسرائيل, ولكن تم الإفراج عنه بعد خمسة أشهر نتيجة لوباء فيروس كورونا. وفقًا لتايمز أوف إسرائيل, تظاهر في عام 2020 بأنه عامل طبي ليحصل على لقاح كوفيد-19 مبكرًا.
ويطلب حيوت أيضًا بارتكاب جرائم احتيال وتزوير مختلفة من قبل النرويج والسويد والمملكة المتحدة.
في عام 2022, أصدرت نتفليكس فيلمًا وثائقيًا بالفيديو, محتال تيندر, والذي يصف قصته كما رواها بعض ضحاياه. وفقًا لصحيفة The Washington Post, بعد إصدار الفيلم الوثائقي, حظرت تندر تطبيق حيوت على تطبيقه. تم حظره أيضًا من التطبيقات الأخرى التابعة لمجموعة Match Group Inc, بما في ذلك Match.com و Plenty of Fish و OkCupid.

## روابط خارجية
- محتال Tinder في VG.no